# Gimme That
Gimme That ist ein Lied des US-amerikanischen Musikers Chris Brown aus dem Jahr 2005. Es wurde am 4. April 2006 als dritte Singleauskopplung aus Browns Debütalbum Chris Brown veröffentlicht. Rapper Lil Wayne fungierte bei dem Titel als Gastmusiker. Nach dem Erscheinen erlangte er unter anderem Platz 15 in den Billboard Hot 100 und Rang 47 der deutschen Singlecharts. Die veröffentlichte Single stellt eine Remixversion des ursprünglichen Liedes dar. Während die Originalversion auch auf dem Album zu finden ist, befindet sich der Remix lediglich auf der internationalen Version des Albums.

## Musikvideo
Das Musikvideo wurde von Erik White gedreht, welcher sich auch schon für die Clips von „Run It!“ und „Yo (Excuse Me Miss)“ verantwortlich zeigte. Es wurde von den Video zu den Singles „Smooth Criminal“ und „You Rock My World“ von Michael Jackson inspiriert. Gedreht wurde es in der Los Angeles Union Station, einem Bahnhof in Los Angeles.
Das Video beginnt mit einer Szene, in der Brown in den Bahnhof geht und sich dort hinsetzt. Nachdem er Blickkontakt mit einem Mädchen aufnimmt und sich für sie zu interessieren scheint, schläft er bald darauf ein. Gleichzeitig hört er sein Lied „Poppin’“ auf seinem Walkman Bean. In seinen Träumer verwandelt sich der Bahnhof in die Kulisse von Harlem aus den 1920er Jahren. Dabei nimmt er die Gestalt eines Geschäftsmannes und das Mädchen die einer reichen und versnobten Frau an. Am Ende des Traumes küssen die beiden sich beinahe, doch Brown wird von Lil Wayne geweckt und so aus seinen Träumer gerissen.

## Rezeption
Bei contactmusic.com war man der Meinung, dass das Lied aufgrund seiner „Attraktivität für Nachtclubs vermutlich ein viel größerer Hit als „Yo (Excuse Me Miss)“ wird“. Außerdem schrieb der Autor der Rezension, dass der Titel sehr viel anders als die zuvor veröffentlichte Single „Yo (Excuse Me Miss)“ sei. Andere äußerten sich jedoch negativ über das Lied und fügten hinzu, dass es lediglich „den langweiligen Sound der Club-Hits“ fortführe.

## Kommerzieller Erfolg
In den USA stieg das Lied auf Platz 80 ein und erreichte nach neun Wochen mit Rang 15 seine Höchstposition. Bei den Jahrescharts der USA erlangte es 2006 Position 69.
| ChartsChartplatzierungen       | Höchstplatzierung | Wochen |
| ------------------------------ | ----------------- | ------ |
| Deutschland (GfK)              | 47 (7 Wo.)        | 7      |
| Schweiz (IFPI)                 | 30 (8 Wo.)        | 8      |
| Vereinigte Staaten (Billboard) | 15 (20 Wo.)       | 20     |
| Vereinigtes Königreich (OCC)   | 23 (7 Wo.)        | 7      |

| ChartsJahrescharts (2006)      | Platzierung |
| ------------------------------ | ----------- |
| Vereinigte Staaten (Billboard) | 69          |

### Auszeichnungen für Musikverkäufe
| Land/Region                  | Auszeichnungen für Musikverkäufe (Land/Region, Auszeichnung, Verkäufe) | Verkäufe  |
| ---------------------------- | ---------------------------------------------------------------------- | --------- |
| Brasilien (PMB)              | Platin                                                                 | 60.000    |
| Vereinigte Staaten (RIAA)    | Platin (Single) · + Gold (Ringtone)                                    | 1.500.000 |
| Vereinigtes Königreich (BPI) | Silber                                                                 | 200.000   |
| Insgesamt                    | 1× Silber · 1× Gold · 2× Platin ·                                      | 1.760.000 |

Hauptartikel: Chris Brown (Sänger)/Auszeichnungen für Musikverkäufe

## Mitwirkende Personen
Quelle: Album-Booklet
- Gesang – Chris Brown, Lil Wayne
- Songwriter – Dwayne Carter, Scott Storch, Sean Garrett
- Mastering – Herb Powers Jr
- Gitarre – Aaron Fishbein
- Abmischung – Brian Stanley; Val Braithwaite (Assistent)
- Aufnahme – Charles McCrorey, Carlos Paucar, Conrad Golding, Wayne Allison
- Fotografie – Clay Patrick McBride